# Ian Morris Heilbron
Ian Morris Heilbron (1886 – 1959) è stato un chimico inglese e membro della Royal Society (eletto nel 1931).
Fu nominato Cavaliere nel 1946. Nel 1945 gli fu assegnata la più alta onorificenza, la Priestley Medal dalla Società Americana per la Chimica.

## Educazione
Frequentò la Scuola Superiore di Glasgow, poi il “Royal Technical College”, infine l'Università di Lipsia.

## Carriera
- Professore al Royal Technical College, 1909-14
- Servì la British Army, 1914-18
- Professore di chimica organica al Royal Technical College, 1919-20
- Professore all'Università di Liverpool, 1920-33
- Professore all'Università di Manchester, 1933-8
- Professore all'Imperial College, 1938-49

Fu un pioniere della ricerca in chimica organica e lo sviluppo di essa per usi di terapia e industria.